# Tachyeres
A Tachyeres a lúdalakúak (Anseriformes) rendjébe, ezen belül a récefélék (Anatidae) családjába a tarkalúdformák (Tadorninae) alcsaládjába és a Tachyerini nemzetségébe tartozó nem.

## Rendszerezés
A nembe az alábbi 4 faj tartozik:
- patagóniai gőzhajóréce (Tachyeres patachonicus)
- óriás-gőzhajóréce (Tachyeres pteneres)
- fehérfejű gőzhajóréce (Tachyeres leucocephalus)
- falklandi gőzhajóréce (Tachyeres brachypterus)